# もしもピアノが弾けたなら/バカになったのに
「もしもピアノが弾けたなら」（もしもピアノがひけたなら）は、Plastic Treeの13枚目のシングル。2003年7月9日発売。発売元はSWEET HEART RECORDS。

## 概要
前作『バカになったのに』から約1ヶ月半ぶりのシングル。『バカになったのに』の収録曲を入れ替え再発売された。CD EXTRAに「バカになったのに」のプロモーションビデオを収録している。

## 収録曲
CD
1. もしもピアノが弾けたなら
  - 作詞：阿久悠、作曲：坂田晃一
  - 西田敏行のカバー曲。
2. バカになったのに
  - 作詞・作曲：はる
  - The ピーズのカバー曲。
  - テレビ神奈川『saku saku』2003年6月度エンディングテーマ。
  - テレビ神奈川『Mutoma JAPAN』2003年6月度テーマソング。
  - テレビ埼玉『HOT WAVE』2003年6月度エンディングテーマ。

CD EXTRA
1. 「バカになったのに」プロモーションビデオ
  - PV集『二次元ヲルゴール.3』にも収録された。

## 収録アルバム
オリジナル
- 『シロクロニクル』（#1、#2）

ベスト
- 『Best Album 白盤』（#1）
- 『Best Album 黒盤』（#2）